# Passgesetz
Das deutsche Passgesetz (PassG) regelt die Passpflicht für Deutsche, die aus der Bundesrepublik Deutschland ausreisen oder in sie einreisen wollen. Es gehört zur verfassungsmäßigen Ordnung im Sinne des Art. 2 Abs. 1 GG und schränkt die Reisefreiheit zulässig ein.

## Inhalt
Das Passgesetz unterscheidet je nach Zweck oder Einsatzgebiet zwischen
1. Reisepass,
2. vorläufigem Reisepass,
3. amtlichem Pass

a) Dienstpass,
b) Diplomatenpass,
c) vorläufigem Dienstpass,
d) vorläufigem Diplomatenpass.
Der Diplomatenpass oder der Dienstpass enthält zusätzlich noch Angaben zum Dienstort und Einsatzgebiet, zum Beispiel: „Moskau, Konsul“.
§ 4 Abs. 1 PassG bestimmt, dass Pässe nach einheitlichen Mustern auszustellen sind. Jeder Pass enthält neben einer Seriennummer folgende Informationen über den Passinhaber:
- Fotografie (Passbild)
- Unterschrift
- Familienname und ggf. Geburtsname
- Vornamen
- Doktorgrad
- Tag und Ort der Geburt
- Geschlecht
- Körpergröße
- Augenfarbe
- Wohnort
- Staatsangehörigkeit
- seit 1. November 2010[3] wieder: ggf. Ordens- und Künstlername

Gemäß § 4 Abs. 3 Satz 1 PassG werden in Reisepässen, Dienstpässen und Diplomatenpässen die Fotografie, die Fingerabdrücke und weitere Angaben über den Inhaber elektronisch gespeichert.
Das Passgesetz wird durch die Verordnung zur Durchführung des Passgesetzes (PassV) ergänzt.

## Trivia
Durch eine fehlerhafte Änderung des § 25 Abs. 4 PassG war vom 1. November 2010 bis zum 1. August 2013 das nicht unverzügliche Anzeigen des Verlustes oder Wiederauffinden des eigenen Reisepasses mit einer Geldbuße bis 30.000 Euro bedroht. Das unberechtigte Auslesen personenbezogener Daten, wofür die hohe Bußgeldandrohung vom Gesetzgeber eigentlich geplant war, war dadurch nur mit bis zu 5.000 Euro zu ahnden.
Mit der Änderung des § 4 PassG vom 18. Juni 2009  wurde mit 11. die Seriennummer in die Liste der Angaben über den Passinhaber zusätzlich aufgenommen, obwohl die Seriennummer kein Merkmal einer Person ist und zudem bereits in der Einleitung von § 1 PassG vermerkt ist: Pässe ... erhalten eine Seriennummer.